# Adventfjorden
L'Adventfjorden est une des nombreuses terminaisons de l'Isfjorden au Svalbard, en Norvège, débouchant dans la mer du Groenland.
Un ancien glacier, l'Adventdalen venait fondre dans les eaux du fjord, mais sa disparition a laissé la place à une grande vallée dégagée et humide en été. En 1904, une première compagnie minière décide de s'implanter sur la rive Nord, fondant ce qui allait devenir Advent City, la toute première cité de l'archipel. Deux ans plus tard, sur la rive sud, une nouvelle ville fut fondée, au creux de la vallée Longyeardalen, traversée par la rivière Longyear-elva. Cette ville, Longyearbyen devient rapidement la capitale du Svalbard, et c'est ainsi que sa voisine Advent City s'effondra avant de devenir une ville fantôme.
L'aéroport de Longyearbyen est situé à l'extrémité ouest du fjord, précisément au lieu de sa rencontre avec l'Isfjorden.
Les eaux du fjord, profondes et très froides, ne sont désormais plus envahies de glaces que durant une courte période, ce qui permet un accès maritime plus aisé.

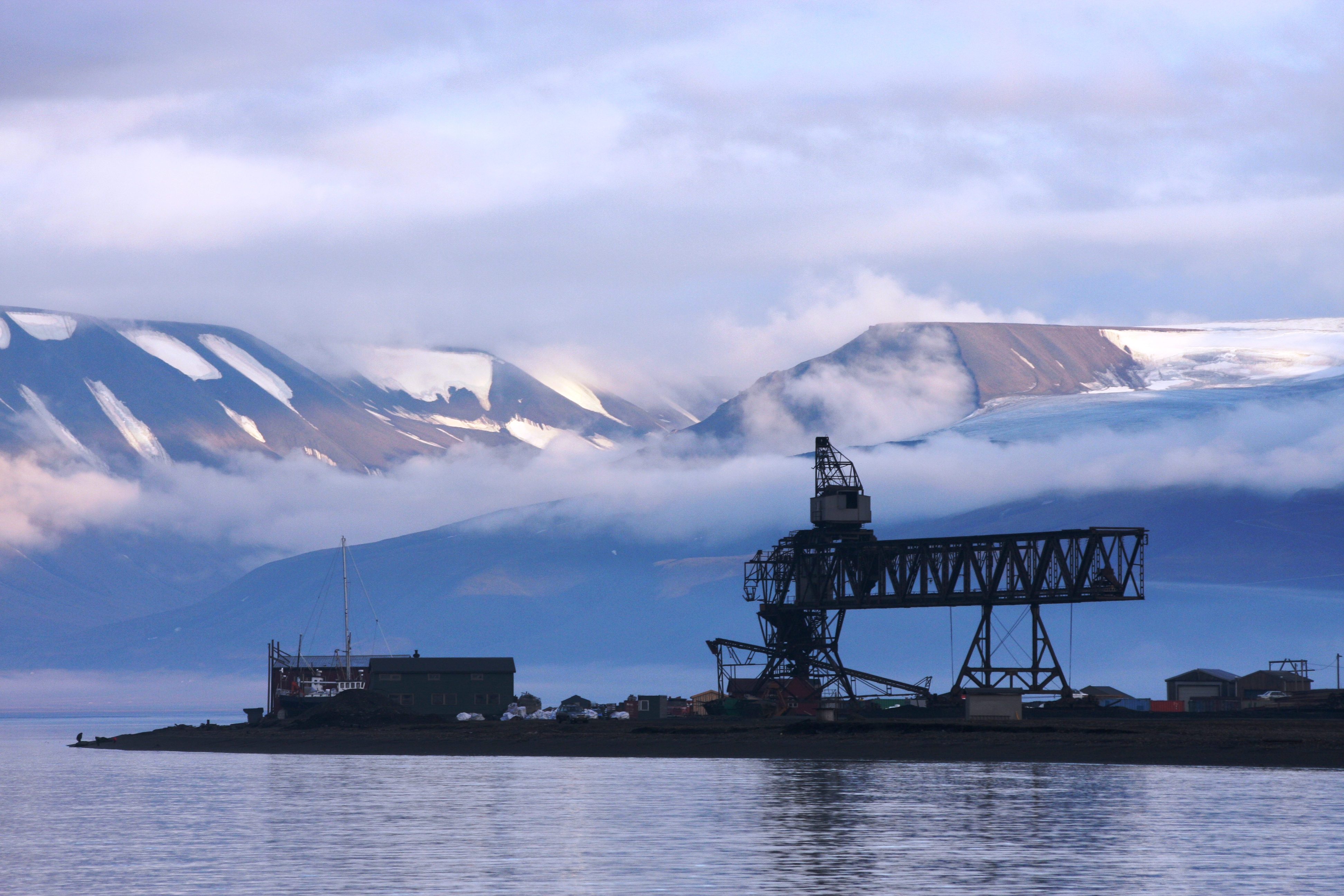
Le port de charbon de la péninsule d'Hotellneset, laquelle s'avance dans l'Adventfjorden.